# Максимовка (приток Камчатки)
Максимовка — река на полуострове Камчатка в России. Протекает по территории Мильковского района. Длина реки — 60 км. Площадь водосборного бассейна насчитывает 614 км².
Начинается на западном склоне хребта Пологого, течёт в общем северо-западном направлении через берёзово-лиственничный лес. В среднем течении не имеет чётко выраженного водотока. Низовья реки заболочены. Впадает в реку Камчатка справа на расстоянии 340 км от её устья в урочище Старокамчатском на высоте 46,8 метра над уровнем моря.
По данным государственного водного реестра России относится к Анадыро-Колымскому бассейновому округу.
- Код водного объекта — 19070000112120000014458[2].

Притоки:
- левые: Жёлтый (ручей), Светлый (ручей), Перевальный;
- правые: Правая Максимовка.